# Archiwum (informatyka)
Archiwum – plik otrzymywany w procesie archiwizacji (często łączonej z kompresją) danych. Archiwa przygotowywane są przez programy archiwizujące. Celem archiwizacji jest umieszczenie wybranych plików w jednym, dużym pliku, zwanym archiwum. Obecnie, bardzo często łączy się archiwizowanie z kompresją, co powoduje także otrzymanie mniejszego rozmiaru archiwum wyjściowego, w porównaniu z sumą rozmiarów plików wejściowych. 